# A Boogie wit da Hoodie
Артист Джулиус Дубоуз (амер. англ. Artist Julius Dubose; род. 6 декабря 1995, Бронкс, Нью-Йорк), более известный как A Boogie wit da Hoodie (или просто A Boogie) — американский рэпер, певец и автор песен. Наиболее известен по треку «Drowning», который достиг пика под номером 38 в чарте Billboard Hot 100. Его дебютный студийный альбом The Bigger Artist был выпущен 29 сентября 2017 года и дебютировал на четвёртом месте в чарте Billboard 200. Позже вышел второй студийный альбом Hoodie SZN 21 декабря 2018 года, став его первым альбомом под номером один в Billboard 200. Он подписал контракт с лейблом Highbridge и Atlantic Records.

## Ранняя жизнь
Артист Дж. Дубоуз родился 6 декабря 1995 года в Хайбридж, окрестности Нью-Йорка. Он учился в Старшей школе им. Деуитта Клинтона, а вырос на музыке 50 Cent и Канье Уэста. В возрасте 12 лет приступил к написанию рифм. В юности, чтобы добыть деньги для записи своих песен на студии, он продавал марихуану. После того, как он попал в неприятности, он и его семья переехали во Флориду, где он был арестован не менее 5 раз в связи с кражей со взломом и хранением наркотиков. Ему был назначен домашний арест, а позже он вернулся в Хайбридж.

## Музыкальная карьера
В феврале 2016 выпустил свой первый полноценный проект — микстейп Artist. Впоследствии The New York Times назвал альбом одним из лучших в году, а журнал Forbes прикрепил к нему статус перспективного хип-хоп исполнителя. Весной того же года он публикует совместный микстейп с хип-хоп исполнителем из Хайбриджа Don Q под названием Highbridge the Label: The Takeover Vol.1. Затем он принял участие в совместном туре Дрейка и Future «Summer Sixteen», где выступал на разогреве. Летом Артист анонсировал о заключении контракта между ним и звукозаписывающим лейблом Atlantic Records. «Там [Нью-Йорк] очень мало музыкальных изменений — нам предстоит стать частью всего этого», прокомментировал Крэй Коллман, председатель и исполнительный директор Atlantic Records. Осенью A Boogie обнародовал свой первый мини-альбом под названием TBA (является аббревиатурой от The Bigger Artist). В итоге релиз дебютировал на 63 строчке чарта Billboard 200, а Rolling Stone включил его в список лучших хип-хоп альбомов года. 29 сентября 2017 артист опубликовал свой дебютный студийный альбом под названием The Bigger Artist.

## Личная жизнь
У Дубоуза и его девушки Эллы двое детей — дочь Мелоди Валентайн Дубоуз (род. 14 февраля 2017) и сын Артист Дубоуз-младший (род. 27 июня 2020).

## Дискография

### Студийные альбомы
| Название           | Детали | Пиковая позиция в чартах | Пиковая позиция в чартах | Пиковая позиция в чартах | Пиковая позиция в чартах | Пиковая позиция в чартах | Пиковая позиция в чартах | Пиковая позиция в чартах | Продажи          | Сертификация          |
| Название           | Детали | US                       | US R&B/HH                | US Rap                   | AUS                      | CAN                      | NL                       | UK                       | Продажи          | Сертификация          |
| ------------------ | --- | ------------------------ | ------------------------ | ------------------------ | ------------------------ | ------------------------ | ------------------------ | ------------------------ | ---------------- | --------------------- |
| The Bigger Artist  | - Дата выхода: 29 сентября 2017 - Лейбл: Highbridge, Atlantic - Формат: CD, цифровая загрузка             | 4                        | 1                        | 1                        | —                        | 10                       | —                        | —                        | - США: 500,000   | - RIAA: Платиновый    |
| Hoodie SZN         | - Дата выхода: 21 декабря 2018 - Лейбл: Highbridge, Atlantic - Формат: CD, цифровая загрузка              | 1                        | 1                        | 1                        | 26                       | 1                        | 24                       | 23                       |                  | - RIAA: 2x Платиновый |
| Artist 2.0         | - Выпущен: 14 февраля 2020 года - Лейблы: Highbridge, Atlantic - Форматы: CD, цифровая загрузка, стриминг | 2                        | 2                        | 1                        | 39                       | 4                        | 10                       | 11                       |                  | - RIAA: Платиновый    |
| A Boogie vs Artist | - Выпущен: 10 декабря 2021 года - Лейблы: Highbridge, Atlantic - Форматы: CD, цифровая загрузка, стриминг | Подлежит выпуску         | Подлежит выпуску         | Подлежит выпуску         | Подлежит выпуску         | Подлежит выпуску         | Подлежит выпуску         | Подлежит выпуску         | Подлежит выпуску | Подлежит выпуску      |

### Микстейпы
| Название                                                     | Детали                                                                                      | Пиковая позиция в чартах | Пиковая позиция в чартах | Пиковая позиция в чартах | Сертификация    |
| Название                                                     | Детали                                                                                      | US                       | US R&B/HH                | US Rap                   | Сертификация    |
| ------------------------------------------------------------ | ------------------------------------------------------------------------------------------- | ------------------------ | ------------------------ | ------------------------ | --------------- |
| Artist                                                       | - Дата выхода: 14 февраля 2016 - Лейбл: Highbridge, Atlantic - Формат: Цифровая дистрибуция | 70                       | 31                       | 22                       | - RIAA: Золотая |
| Highbridge the Label: The Takeover Vol.1 (совместно с Don Q) | - Дата выхода: 18 мая 2016 - Лейбл: Highbridge, Atlantic - Формат: Цифровая дистрибуция     | —                        | —                        | —                        |                 |

### Мини-альбом
| Название             | Детали                                                                                       | Пиковая позиция в чартах | Пиковая позиция в чартах | Пиковая позиция в чартах | Пиковая позиция в чартах |
| Название             | Детали                                                                                       | US                       | US R&B/HH                | US Rap                   | CAN                      |
| -------------------- | -------------------------------------------------------------------------------------------- | ------------------------ | ------------------------ | ------------------------ | ------------------------ |
| TBA                  | - Дата выхода: 28 октября 2016 - Лейбл: Highbridge, Atlantic - Формат: Цифровая дистрибуция  | 63                       | 6                        | 6                        | —                        |
| International Artist | - Дата выхода: 20 июня 2018 - Лейбл: Highbridge, Atlantic - Формат: CD, цифровая дистрибуция | 57                       | —                        | —                        | 56                       |